# Андерсон, Перри
Пе́рри А́ндерсон (англ. Perry Anderson; род. 1938, Лондон, Великобритания) — британско-американский историк, социолог и политолог, один из ведущих марксистских интеллектуалов современности и главных теоретиков движения «новых левых». Главный редактор значительного марксистского издания «New Left Review» (1962—1982 и 2000—2003), остаётся членом его редколлегии.

## Биография
Из семьи англо-ирландского происхождения. Брат историка Бенедикта Андерсона. Часть детства провёл в Китае, где его отец работал на таможне. В годы Второй мировой войны семья выехала в США, затем перебралась на юг Ирландии. Выпускник Вустер-колледжа Оксфордского университета, в котором проявил широту интересов от философии до изучения русского и французского языков. Ныне является профессором истории и социологии в Калифорнийском университете в Лос-Анджелесе.

## Труды
Перри Андерсон является автором значительного числа исторических трудов, в которых он анализирует развитие человеческой цивилизации с позиций исторического материализма. В своих работах, в том числе в «На путях исторического материализма» (In the Tracks of Historical Materialism; 1983) и «Истоки постмодерна» (The Origins of Postmodernity; 1998), он развивает марксистский подход к истории. Два более ранних труда Андерсона, «Переходы от античности к феодализму» (Passages from Antiquity to Feudalism; 1974) и «Происхождение абсолютистского государства» (Lineages of the Absolutist State; 1974), получили широкую известность благодаря широте и универсальности анализа европейской истории и социального развития.
Когда в 1974 году Андерсону предложили написать вступление к сборнику статей, посвящённому теоретикам западного марксизма, оказалось, что до тех пор всё ещё не существовало систематического изложения истории развития марксистской мысли и её формальных структур на Западе после Октябрьской революции в России. Результатом явились его «Размышления о западном марксизме» (Considerations on Western Marxism), вышедшие в 1977 году в книге «Западный марксизм — критический обзор» и дополненные очерком теории гегемонии Грамши («Антиномии Антонио Грамши»). Хотя у себя на родине Андерсон подвергается необоснованной критике за предпочтение мыслителям из континентальной Европы, а не Великобритании, в «Размышлениях о западном марксизме» он не избегает и критического анализа западноевропейского марксизма «континентальной» традиции.
Перри Андерсон принял активное участие в обсуждении главных новшеств в марксистской теории второй половины XX века, выступив с рядом полемических статей по поводу труда Эдварда Палмера Томпсона «Нищета теории», использования истории и теории в левой политике. Кроме того, он выступил в поддержку гуманистического марксизма, подвергнув критике сциентистскую интерпретацию наследия Маркса Луи Альтюссером в конце 1970-х. В середине 1960-х годов в ежегоднике «Социалистический регистр» (Socialist Register) было помещено эссе его коллеги Э. П. Томпсона, отвергавшее взгляды Андерсона на доминирование аристократии на протяжении исторического развития Британии, а также его солидарность с «континентальными» европейскими марксистами в противовес радикальным британским традициям и эмпиризму. Ответ Андерсона Томпсону содержится в двух его работах, статье для «Нью лефт ревью» за январь-февраль 1966 года, озаглавленной «Социализм и псевдоэмпиризм» (Socialism and Pseudo-Empiricism), а также куда более крупном обзоре «Разногласия в английском марксизме» («Дискуссии в английском марксизме», Arguments within English Marxism; 1980). Согласно самому Андерсону, его книги «Размышления о западном марксизме», «На путях исторического материализма» и «Разногласия в английском марксизме» могут считаться «непреднамеренно сложившейся трилогией».
В «Истоках постмодерна» и «На путях исторического материализма» Андерсон опровергает мнение о постмодернизме как о левом течении, оспаривая своих современников-постмодернистов и называя центр французского постструктурализма Париж новой «столицей интеллектуальной реакции в Западной Европе».

### Книги
- Размышления о западном марксизме; На путях исторического материализма. — М.: Интер-Версо, 1991. — 271 с. — 10 000 экз. — ISBN 5-85217-009-7.
- Переходы от античности к феодализму = Passages From Antiquity to Feudalism. / Пер. с англ. А. Смирнова под. ред. Д. Е. Фурмана. — М.: Территория будущего, 2007. — 288 с. — («Университетская библиотека Александра Погорельского») — ISBN 5-91129-045-6
- Родословная абсолютистского государства = Lineages of the Absolutist State. / Пер. Ивана Куриллы. — М.: Территория будущего, 2010. — (Университетская библиотека Александра Погорельского)
- Истоки постмодерна. — М.: ИД Территория будущего, 2011. — 168 с. — ISBN 978-5-91129-066-5.
- Перипетии гегемонии = The H-Word: The Peripeteia of Hegemony. — М.: Изд-во Института Гайдара, 2018. — 296 с. — (Библиотека журнала «Логос»). — ISBN 978-5-93255-525-5

### Статьи
- Архив статей Перри Андерсона на «Нью лефт ревью» (англ.)
- Андерсон, Перри в «Журнальном зале»
- Перри Андерсон Волны полонеза
- Перри Андерсон Российская управляемая демократия. Части I и III; оригинал (англ.).
- Перрі Андерсон Нотатки про поточний момент // Спільне (укр.)
- Перрі Андерсон Після Кемаля: Від Кемаля до Озала // Спільне (укр.)
- Перрі Андерсон Після Кемаля: Правління Партії справедливості та розвитку // Спільне (укр.)